# Pierre Saint-Jean
Ne doit pas être confondu avec Pierre Saint Jean.
Pierre Saint-Jean ou Pierre St.-Jean, né le 28 mars 1943 à Montréal, est un athlète québécois d'haltérophilie ayant représenté le Canada à plusieurs jeux olympiques et fut celui qui a lu le serment olympique aux Jeux olympiques de 1976.

## Compétitions
Aux Jeux olympiques d'été de 1964 à Tokyo au Japon, dans la catégorie des poids moyens (-75 kg), il a terminé en 13e position. Plus tard, il a également participé aux Jeux olympiques d'été de 1968 à Mexico au Mexique, où il a terminé 10e dans la catégorie des -82.5 kg. Il fut absent aux tragiques Jeux olympiques d'été de 1972 à Munich en Allemagne de l'Ouest. Il a de nouveau participé aux Jeux olympiques d'été de 1976 à Montréal, dans sa ville natale, où il a été chargé de dire le serment olympique lors de la cérémonie d'ouverture par les athlètes. Dans ces mêmes jeux, il a participé à la catégorie des -82.5 kg.
Tout au long de sa carrière, il a remporté deux médailles de bronze aux Jeux panaméricains et trois médailles aux Jeux du Commonwealth, dont une médaille d'or.

## Palmarès
Jeux Panaméricains
- Bronze : Sao Paulo : 1963
- Bronze : Winnipeg : 1967

Jeux du Commonwealth
- Argent: Perth : 1962
- Or : Kingston : 1966
- Bronze: Edimbourg : 1970